# Stan Laurel

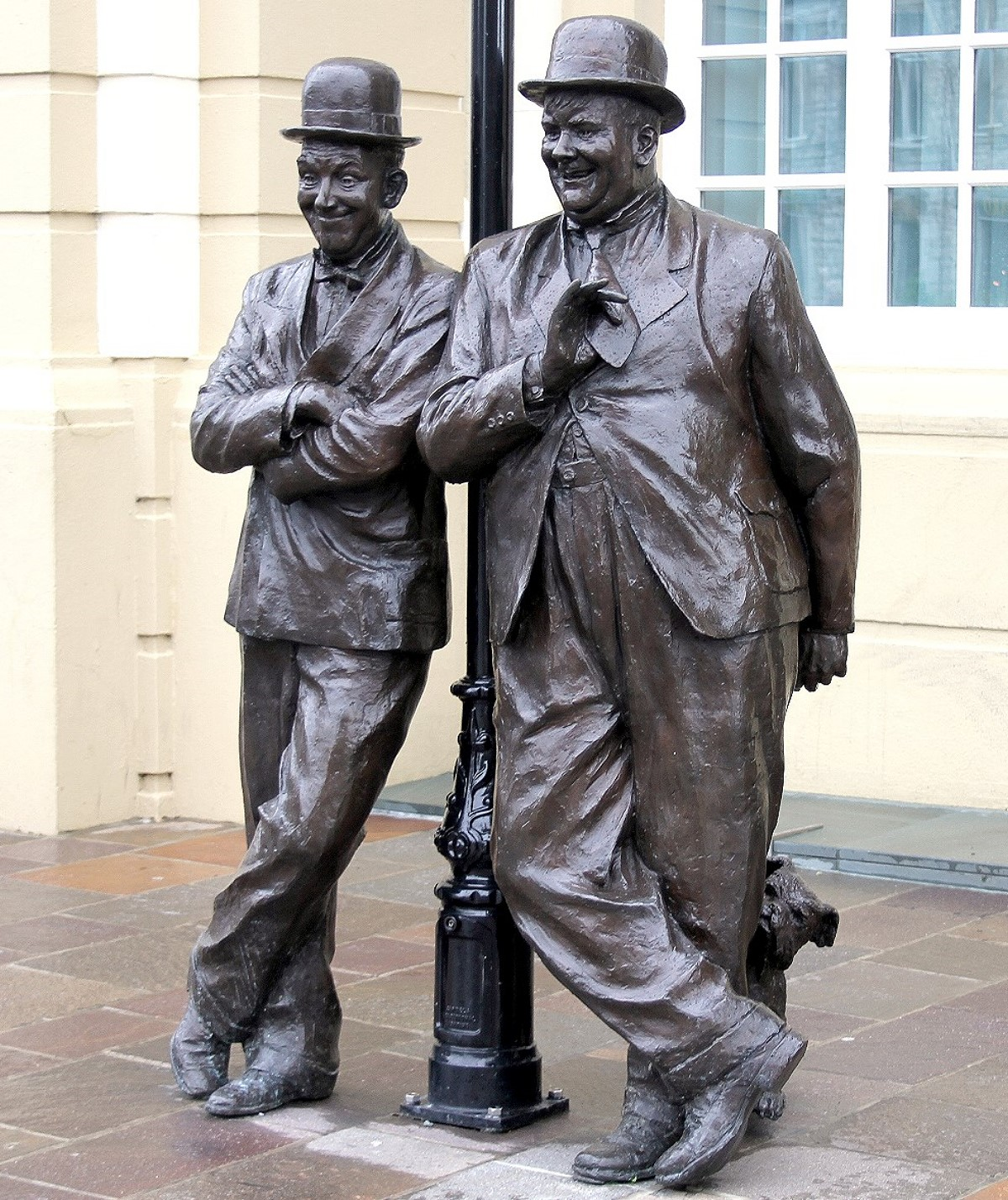
Sochy Stana Laurela a Olivera Hardyho v Ulverstonu v Anglii

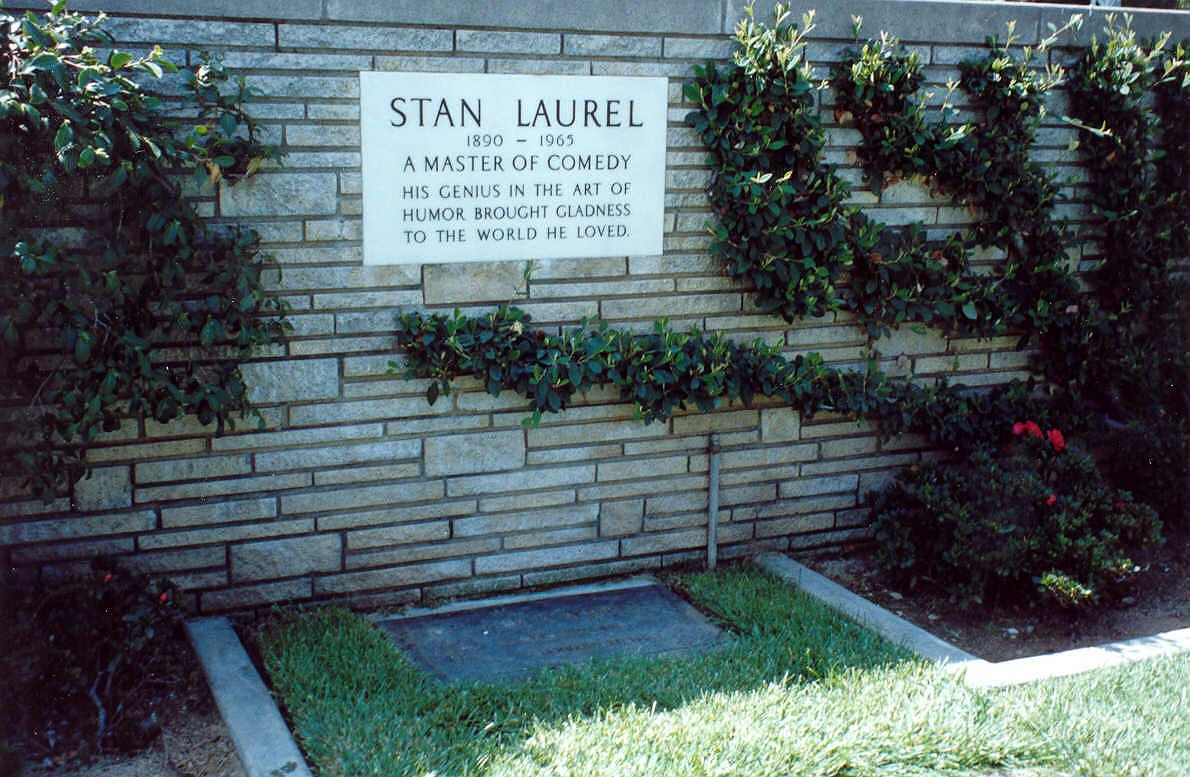
Hrob Stana Laurela

Stan Laurel vlastním jménem Artur Stanley Jefferson (16. června 1890 Ulverston, Anglie – 23. února 1965 Santa Monica) byl anglický komik a režisér. Spolu s Oliverem Hardym vytvořili dvojici Laurel a Hardy, která se stala velmi populární v době němého i na počátcích zvukového filmu.

## Herecké začátky
Již od mládí byl podporován v herectví rodiči. Nejprve hrál v divadle, kde se již v 16 letech ukázal jeho talent, kdy hrál profesionální představení. V roce 1910 se připojil k herecké společnosti Fred Kamo, kde působil jako náhradník mladého Charlie Chaplina, který v této společnosti také působil. Účastnil se i turné společnosti po Spojených státech amerických. V roce 1918 si poprvé zahrál v němém filmu The Lucky Dog se svým budoucím kolegou Oliverem Hardym.

## Laurel a Hardy
V roce 1926 vstoupil do Hal Roach Studios jako scenárista a režisér. V době, kdy byl Oliver Hardy zraněný, byl požádán, zda by ho nezastoupil jako náhradník. Posléze se společně s Oliverem Hardym stali nerozlučnou dvojicí němého filmu. Zlomovým pro ně byl rok 1927, kdy s nimi producent Hal Roach podepsal další spolupráci. V následujících desetiletích natočili společně 106 krátkometrážních i celovečerních, zpočátku němých, později zvukových filmů. Další jeho kariéru ovlivnila druhá světová válka. Hardy a Laurel začali pracovat pro United Service Organizations, podporovali válečné úsilí spojenců. V tomto období vznikly mj. filmy Laurel a Hardy v Cizinecké legii (The Flying Deuces) a Laurel a Hardy studují (A Chump at Oxford).
Film Laurel a Hardy na moři (Saps at Sea) byl jejich posledním filmem v produkci Hala Roacha. Následující filmy, které natočili ve spolupráci se společností 20th Century Fox, již nedosáhly úspěchu jejich předchozích filmů. V letech 1950 až 1951 natočili v Evropě svůj poslední celovečerní film Laurel a Hardy zdědili ostrov (Atoll K nebo UTOPIA), film vznikl v koprodukci Francie a Itálie.
Po smrti Olivera Hardyho 7. srpna 1957 již odmítl vystupovat ve filmu i na jevišti. Setkával se pouze s fanoušky. V roce 1963 mu byla nabídnuta role ve filmu To je ale bláznivý svět (It's a Mad, Mad, Mad, Mad World), ale tuto nabídku odmítl. Zemřel 23. února 1965 na infarkt v Santa Monice v Kalifornii.

## Filmografie
- Laurel a Hardy zdědili ostrov  – 1951
- Toreadoři  – 1945
- Nothing But Trouble  – 1944
- Velký Třesk  – 1944
- Air Raid Wardens  – 1943
- Taneční Mistři  – 1943
- Zmatkáři  – 1943
- Čáry Máry  – 1942
- Kanóni  – 1941
- Laurel a Hardy na moři  – 1940
- Laurel a Hardy studují  – 1939
- Laurel a Hardy v cizinecké legii  – 1939
- Dratáři  – 1938
- Dubové palice  – 1938
- Hvězdy z nebe  – 1937
- Na divokém západě  – 1936
- Cikánské děvče  – 1936
- Milé příbuzenstvo  – 1936
- On the Wrong Trek  – 1936
- Krev není voda  – 1935
- Raz, dva, tři  – 1935
- Tit for Tat  – 1935
- Zachránci rodinného krbu  – 1935
- Babes in Toyland  – 1934
- Hollywood Party  – 1934
- The Live Ghost  – 1934
- Na útěku  – 1934
- Oliver the Eighth  – 1934
- Them Thar Hills  – 1934
- Ďáblův bratr – Laurel a Hardy  – 1933
- Dirty Work  – 1933
- Dva popletové  – 1933
- Jedeme na Honolulu  – 1933
- Me and My Pal  – 1933
- The Midnight Patrol  – 1933
- Twice Two  – 1933
- Wild Poses  – 1933
- Any Old Port!  – 1932
- Helpmates  – 1932
- The Chimp  – 1932
- Laurel a Hardy, oběti prohibice  – 1932
- Pryč se starostmi  – 1932
- Stěhujeme piáno  – 1932
- Their First Mistake  – 1932
- Towed in a Holw  – 1932
- V nemocnici  – 1932
- Beau Hunks  – 1931
- Be Big!  – 1931
- Los Calaveras  – 1931
- Les Carottiers  – 1931
- Hinter Schloss und Riegel  – 1931
- Chickens Come Home  – 1931
- Laughing Gravy  – 1931
- Laurel a Hardy, zachránci života  – 1931
- Laurel a Hardy za mřížemi  – 1931
- Muraglie  – 1931
- One Good Turn  – 1931
- Our Life  – 1931
- Politiquearías  – 1931
- Los Presidiarios  – 1931
- The Slippery Pearls  – 1931
- Sous le verrous  – 1931
- Another Fine Mess  – 1930
- Below Zero  – 1930
- Blotto  – 1930
- Cikánská láska  – 1930
- Feu mon oncle  – 1930
- Hog Wild  – 1930
- Ladrones  – 1930
- Laurel-Hardy The Murder Case  – 1930
- Noční ptáci  – 1930
- Noche de duendes  – 1930
- Radiománie  – 1930
- Spratci  – 1930
- Der Spuk um Mitternacht  – 1930
- Tiembla y Titubea  – 1930
- Une nuit extravagante  – 1930
- La Vida noctura  – 1930
- Angora Love  – 1929
- Bacon Grabbers  – 1929
- Dobrodružství ve spacím voze  – 1929
- Double Whoopee  – 1929
- Hollywood Revue  – 1929
- The Hoose-Gow  – 1929
- Liberty  – 1929
- Men O'War  – 1929
- Perfect Day  – 1929
- Prodavači stormečků anebe Veselé Vánoce!  – 1929
- They Go Boom!  – 1929
- To je moje žena  – 1929
- Unaccustomed As We Are  – 1929
- Wrong Again  – 1929
- ''Early to Bed  – 1928